# Fachberater für Finanzdienstleistungen
Die IHK-Fortbildung Geprüfter Fachberater für Finanzdienstleistungen ist eine finanzwirtschaftliche Aufstiegsfortbildung, die mit einer Prüfung vor einer Industrie- und Handelskammer abschließt. Der Abschluss „Geprüfter Fachberater für Finanzdienstleistungen“ wurde aufgrund der sich wandelnden beruflichen Aufgaben und Anforderungen grundlegend überarbeitet und vom Bundesministerium für Bildung und Forschung (BMBF) am 9. Februar 2012 als Nachfolgeregelung für den Abschluss „Fachberater für Finanzdienstleistungen IHK“ erlassen. Geprüfte Fachberater für Finanzdienstleistungen beraten eigenständig und verantwortungsvoll Privatkunden im Hinblick auf Geld- und Vermögensanlagen, Personenvorsorge, Sach- und Vermögenssicherung, Immobilienanlagen und Finanzierungen. Diese IHK-Fortbildung wird vom europäischen und deutschen Qualifikationsrahmen für Hochschulabschlüsse, auf das EQR- und DQR-Niveau 5 eingestuft.

## Grundlagen
Der Abschluss Fachberater für Finanzdienstleistungen ist auf eine privatkundenorientierte Finanzberatung ausgelegt. Er entspricht inhaltlich dem Grundlagenteil des Fachwirtes für Finanzberatung. Der vom DIHK veröffentlichte, überarbeitete Rahmenstoffplan aus dem Jahre 2004 hat einen Umfang von 370 Unterrichtsstunden. Die prüfenden Ausschüsse der Industrie- und Handelskammer legen die Regelungen zur Prüfungszulassung und zur Prüfung selbst eigenständig fest. Eine bundeseinheitliche Fortbildungsordnung trat am 1. August 2012 in Kraft. Die schriftliche Prüfung wird bundeseinheitlich an zwei Prüfungstagen abgelegt.

## Inhalte der Prüfung
Die jeweils 120-minütigen schriftlichen Klausurprüfungen setzen sich zusammen aus den Fächern:
- Organisation und Steuerung der eigenen Vertriebsaktivitäten
- Privatkundenberatung zu Geld- und Vermögensanlagen
- Privatkundenberatung zu Immobilien und Finanzierungen
- Privatkundenberatung zur Absicherung von Personen-, Sach- und Vermögensrisiken

Weiterhin wird in einer mündlichen Prüfung nach erfolgreichem Bestehen der schriftlichen Prüfungen das Fach
- Kundenberatung und Arbeitsorganisation

in einem simulierten Beratungsgespräch abgeprüft.
Mit Inkrafttreten der neuen bundeseinheitlichen Verordnung hat sich die Struktur der Prüfung grundlegend verändert.

## Anerkennung als öffentliche Sachkundeprüfung
Nach der Versicherungsvermittlungsverordnung gilt der Abschluss zum Fachberater für Finanzdienstleistungen als Sachkundenachweis von Versicherungsvermittlern gemäß § 34d GewO. Ebenso wird er nach der Finanzanlagenvermittlungsverordnung als Sachkundenachweis von Finanzanlagenvermittlern gemäß § 34f GewO und nach der Immobiliardarlehensvermittlungsverordnung als Sachkundenachweis für Immobiliardarlehenvermittlung gemäß § 34i GewO anerkannt. Wenn eine Berufserfahrung von mindestens zwei Jahren vorliegt. Bei vorheriger kaufmännischer Ausbildung reduziert sich die notwendige Berufserfahrung auf ein Jahr.

## Voraussetzungen für die Prüfungsteilnahme
- eine mit Erfolg abgelegte Abschlussprüfung in einem anerkannten Ausbildungsberuf als Bankkaufmann/-frau, Kaufmann/-frau für Versicherungen und Finanzen, Versicherungskaufmann/-frau, Immobilienkaufmann/-frau, Kaufmann/-frau in der Grundstücks- und Wohnungswirtschaft oder Investmentfondskaufmann/-frau und danach mindestens sechs Monate Berufspraxis oder
- eine mit Erfolg abgelegte Abschlussprüfung in einem anderen anerkannten kaufmännischen oder verwaltenden Ausbildungsberuf und danach eine mindestens einjährige Berufspraxis oder
- eine mindestens vierjährige Berufspraxis

Die Berufspraxis muss inhaltlich wesentliche Bezüge zu den oben genannten Arbeitsgebieten und Aufgaben haben.